# Extraliga słowacka w piłce siatkowej mężczyzn (2015/2016)
Słowacka Extraliga siatkarzy 2015/2016 – 24. sezon walki o mistrzostwo Słowacji organizowany przez Słowacki Związek Piłki Siatkowej (słow. Slovenská Volejbalová Federácia, SVF). Zainaugurowany został 26 września 2015 roku.

## System rozgrywek
- Pierwsza faza: uczestniczy w niej 9 drużyn, które rozegrają ze sobą po dwa spotkania systemem kołowym.

## Drużyny uczestniczące
| | Extraliga 2015/2016         |    |
| --- | --------------------------- | -- |
| PRŠ | VK Mirad PU Prešov          | 1  |
| KOM | Spartak UJS VKP Komárno     | 2  |
| PRV | VK Prievidza                | 3  |
| MYJ | TJ Spartak Myjava           | 5  |
| SVI | Agroekofarma Slávia Svidník | 6  |
| TRČ | COP Trenčín                 | 7  |
| NIT | VK Bystrina SPU Nitra       | 8  |
| KOŠ | VK KDS Šport Košice         | 9  |
| SLU | VKM Stará Ľubovňa           | 10 |
| Oznaczenia: - kolumna pierwsza – skróty nazw drużyn wpisane na mapie (jeśli ta została zamieszczona), - kolumna trzecia – miejsce zajęte przez daną drużynę w poprzednim sezonie. |                             |    |

## Pierwsza faza

### Tabela wyników
| Gospodarz \ Gość1           | TRČ | MYJ | KOM | NIT | KOŠ | PRŠ | PRV | SVI | SLU |
| --------------------------- | --- | --- | --- | --- | --- | --- | --- | --- | --- |
| COP Trenčín                 | -   | 0:3 | 0:3 | 0:3 | 0:3 | 0:3 | 1:3 | 1:3 | 3:1 |
| TJ Spartak Myjava           | 3:0 | -   | 3:2 | 1:3 | 2:3 | 0:3 | 3:0 | 3:0 | 3:0 |
| Spartak UJS VKP Komárno     | 3:0 | 3:1 | -   | 0:3 | 3:0 | 3:1 | 3:1 | 3:1 | 3:0 |
| VK Bystrina SPU Nitra       | 3:1 | 3:0 | 3:1 | -   | 2:3 | 2:3 | 3:1 | 3:1 | 3:1 |
| VK KDS Šport Košice         | 3:0 | 0:3 | 2:3 | 2:3 | -   | 3:0 | 3:2 | 3:0 | 3:0 |
| VK Mirad PU Prešov          | 3:0 | 3:0 | 3:0 | 2:3 | 3:1 | -   | 3:0 | 3:0 | 3:0 |
| VK Prievidza                | 3:1 | 3:2 | 0:3 | 2:3 | 3:2 | 1:3 | -   | 3:0 | 2:3 |
| Agroekofarma Slávia Svidník | 3:0 | 3:0 | 3:2 | 0:3 | 2:3 | 0:3 | 3:1 | -   | 3:1 |
| VKM Stará Ľubovňa           | 3:0 | 0:3 | 0:3 | 0:3 | 1:3 | 1:3 | 1:3 | 0:3 | -   |

Źródło: 
1 Drużyna gospodarzy jest wymieniona po lewej stronie tabeli.
Kolory:
  zwycięstwo gospodarzy 3:0 lub 3:1
  zwycięstwo gospodarzy 3:2
  zwycięstwo gości 3:0 lub 3:1
  zwycięstwo gości 3:2

### Tabela
| Lp. | Drużyna                     | Pkt | Mecze | Mecze | Mecze | Rodzaj wyniku | Rodzaj wyniku | Rodzaj wyniku | Rodzaj wyniku | Rodzaj wyniku | Rodzaj wyniku | Sety | Sety | Sety  | Małe punkty | Małe punkty | Małe punkty |
| Lp. | Drużyna                     | Pkt | M     | W     | P     | 3:0           | 3:1           | 3:2           | 2:3           | 1:3           | 0:3           | wyg. | prz. | stos. | zdob.       | str.        | stos.       |
| --- | --------------------------- | --- | ----- | ----- | ----- | ------------- | ------------- | ------------- | ------------- | ------------- | ------------- | ---- | ---- | ----- | ----------- | ----------- | ----------- |
| 1   | VK Bystrina SPU Nitra       | 41  | 16    | 14    | 2     | 5             | 6             | 3             | 2             | 0             | 0             | 46   | 18   | 2.56  | 0           | 0           | MAX         |
| 2   | VK Mirad PU Prešov          | 39  | 16    | 13    | 3     | 9             | 3             | 1             | 1             | 1             | 1             | 42   | 14   | 3     | 0           | 0           | MAX         |
| 3   | Spartak UJS VKP Komárno     | 34  | 16    | 11    | 5     | 6             | 4             | 1             | 2             | 1             | 2             | 38   | 21   | 1.81  | 0           | 0           | MAX         |
| 4   | VK KDS Šport Košice         | 29  | 16    | 10    | 6     | 5             | 1             | 4             | 3             | 1             | 2             | 37   | 27   | 1.37  | 0           | 0           | MAX         |
| 5   | TJ Spartak Myjava           | 25  | 16    | 8     | 8     | 7             | 0             | 1             | 2             | 2             | 4             | 30   | 26   | 1.15  | 0           | 0           | MAX         |
| 6   | Agroekofarma Slávia Svidník | 21  | 16    | 7     | 9     | 3             | 3             | 1             | 1             | 2             | 6             | 25   | 32   | 0.78  | 0           | 0           | MAX         |
| 7   | VK Prievidza                | 19  | 16    | 6     | 10    | 1             | 3             | 2             | 3             | 4             | 3             | 28   | 37   | 0.76  | 0           | 0           | MAX         |
| 8   | VKM Stará Ľubovňa           | 5   | 16    | 2     | 14    | 1             | 0             | 1             | 0             | 6             | 8             | 12   | 44   | 0.27  | 0           | 0           | MAX         |
| 9   | COP Trenčín                 | 3   | 16    | 1     | 15    | 0             | 1             | 0             | 0             | 4             | 11            | 7    | 46   | 0.15  | 0           | 0           | MAX         |

Źródło: 
Punktacja: 3:0 i 3:1 – 3 pkt; 3:2 – 2 pkt; 2:3 – 1 pkt; 1:3 i 0:3 – 0 pkt
Zasady ustalania kolejności: 1. liczba punktów; 2. stosunek setów; 3. stosunek małych punktów; 4. bilans w bezpośrednich meczach

## Druga faza

### Grupa 1-5

#### Tabela wyników
| Gospodarz \ Gość1       | KOM | MYJ | NIT | KOŠ | PRŠ |
| ----------------------- | --- | --- | --- | --- | --- |
| Spartak UJS VKP Komárno | -   | 2:3 | 0:3 | 0:3 | 0:3 |
| TJ Spartak Myjava       | 2:3 | -   | 1:3 | 3:0 | 1:3 |
| VK Bystrina SPU Nitra   | 3:2 | 3:2 | -   | 3:2 | 1:3 |
| VK KDS Šport Košice     | 3:2 | 3:0 | 3:2 | -   | 3:0 |
| VK Mirad PU Prešov      | 3:1 | 3:0 | 3:0 | 3:0 | -   |

Źródło: svf-web.azurewebsites.net
1 Drużyna gospodarzy jest wymieniona po lewej stronie tabeli.
Kolory:
  zwycięstwo gospodarzy 3:0 lub 3:1
  zwycięstwo gospodarzy 3:2
  zwycięstwo gości 3:0 lub 3:1
  zwycięstwo gości 3:2

#### Tabela
| Lp. | Drużyna                 | Pkt | Mecze | Mecze | Mecze | Rodzaj wyniku | Rodzaj wyniku | Rodzaj wyniku | Rodzaj wyniku | Rodzaj wyniku | Rodzaj wyniku | Sety | Sety | Sety  | Małe punkty | Małe punkty | Małe punkty |
| Lp. | Drużyna                 | Pkt | M     | W     | P     | 3:0           | 3:1           | 3:2           | 2:3           | 1:3           | 0:3           | wyg. | prz. | stos. | zdob.       | str.        | stos.       |
| --- | ----------------------- | --- | ----- | ----- | ----- | ------------- | ------------- | ------------- | ------------- | ------------- | ------------- | ---- | ---- | ----- | ----------- | ----------- | ----------- |
| 1   | VK Mirad PU Prešov      | 60  | 24    | 20    | 4     | 13            | 6             | 1             | 1             | 1             | 2             | 63   | 20   | 3.15  | 1978        | 1669        | 1.19        |
| 2   | VK Bystrina SPU Nitra   | 54  | 24    | 19    | 5     | 6             | 7             | 6             | 3             | 1             | 1             | 64   | 34   | 1.88  | 2207        | 1969        | 1.12        |
| 3   | VK KDS Šport Košice     | 43  | 24    | 15    | 9     | 8             | 1             | 6             | 4             | 1             | 4             | 54   | 40   | 1.35  | 2080        | 1983        | 1.05        |
| 4   | Spartak UJS VKP Komárno | 39  | 24    | 12    | 12    | 6             | 4             | 2             | 5             | 2             | 5             | 48   | 44   | 1.09  | 2001        | 1962        | 1.02        |
| 5   | TJ Spartak Myjava       | 32  | 24    | 10    | 14    | 8             | 0             | 2             | 4             | 4             | 6             | 42   | 46   | 0.91  | 1932        | 1949        | 0.99        |

Źródło: svf-web.azurewebsites.net
Punktacja: 3:0 i 3:1 – 3 pkt; 3:2 – 2 pkt; 2:3 – 1 pkt; 1:3 i 0:3 – 0 pkt
Zasady ustalania kolejności: 1. liczba punktów; 2. stosunek setów; 3. stosunek małych punktów; 4. bilans w bezpośrednich meczach
     faza play-off

### Grupa 6-9

#### Tabela wyników

##### 1 runda
| Gospodarz \ Gość1           | TRČ | PRV | SVI | SLU |
| --------------------------- | --- | --- | --- | --- |
| COP Trenčín                 | -   | 3:0 | 3:0 | 3:1 |
| VK Prievidza                | 3:0 | -   | 0:3 | 3:2 |
| Agroekofarma Slávia Svidník | 3:1 | 3:1 | -   | 3:0 |
| VKM Stará Ľubovňa           | 1:3 | 1:3 | 0:3 | -   |

Źródło: svf-web.azurewebsites.net
1 Drużyna gospodarzy jest wymieniona po lewej stronie tabeli.
Kolory:
  zwycięstwo gospodarzy 3:0 lub 3:1
  zwycięstwo gospodarzy 3:2
  zwycięstwo gości 3:0 lub 3:1
  zwycięstwo gości 3:2

#### Tabela
| Lp. | Drużyna                     | Pkt | Mecze | Mecze | Mecze | Rodzaj wyniku | Rodzaj wyniku | Rodzaj wyniku | Rodzaj wyniku | Rodzaj wyniku | Rodzaj wyniku | Sety | Sety | Sety  | Małe punkty | Małe punkty | Małe punkty |
| Lp. | Drużyna                     | Pkt | M     | W     | P     | 3:0           | 3:1           | 3:2           | 2:3           | 1:3           | 0:3           | wyg. | prz. | stos. | zdob.       | str.        | stos.       |
| --- | --------------------------- | --- | ----- | ----- | ----- | ------------- | ------------- | ------------- | ------------- | ------------- | ------------- | ---- | ---- | ----- | ----------- | ----------- | ----------- |
| 1   | Agroekofarma Slávia Svidník | 36  | 22    | 12    | 10    | 6             | 5             | 1             | 1             | 2             | 7             | 40   | 37   | 1.08  | 1717        | 1706        | 1.01        |
| 2   | VK Prievidza                | 27  | 22    | 9     | 13    | 2             | 4             | 3             | 3             | 5             | 5             | 38   | 49   | 0.78  | 1833        | 1943        | 0.94        |
| 3   | COP Trenčín                 | 15  | 22    | 5     | 17    | 2             | 3             | 0             | 0             | 5             | 12            | 20   | 54   | 0.37  | 1497        | 1760        | 0.85        |
| 4   | VKM Stará Ľubovňa           | 6   | 22    | 2     | 20    | 1             | 0             | 1             | 1             | 9             | 10            | 17   | 62   | 0.27  | 1590        | 1894        | 0.84        |

Źródło: svf-web.azurewebsites.net
Punktacja: 3:0 i 3:1 – 3 pkt; 3:2 – 2 pkt; 2:3 – 1 pkt; 1:3 i 0:3 – 0 pkt
Zasady ustalania kolejności: 1. liczba punktów; 2. stosunek setów; 3. stosunek małych punktów; 4. bilans w bezpośrednich meczach
Drużynom doliczono punkty z pierwszej fazy sezonu
     faza play-off
     baraże

## Faza play-off

### Drabinka
|  | Ćwierćfinały | Ćwierćfinały                | Ćwierćfinały | Ćwierćfinały | Ćwierćfinały | Ćwierćfinały |  |  |  | Półfinały | Półfinały                   | Półfinały | Półfinały | Półfinały | Półfinały | Półfinały | Półfinały | Półfinały | Półfinały |  |  |  | Finały | Finały                      | Finały | Finały | Finały | Finały | Finały | Finały | Finały | Finały |
|  |              |                             |              |              |              |              |  |  |  |           |                             |           |           |           |           |           |           |           |           |  |  |  |        |                             |        |        |        |        |        |        |        |        |
|  |              |                             |              |              |              |              |  |  |  |           |                             |           |           |           |           |           |           |           |           |  |  |  |        |                             |        |        |        |        |        |        |        |        |
|  |              |                             |              |              |              |              |  |  |  |           |                             |           |           |           |           |           |           |           |           |  |  |  |        |                             |        |        |        |        |        |        |        |        |
|  | 1            | VK Mirad PU Prešov          | 2            | 3            | 3            |              |  |  |  |           |                             |           |           |           |           |           |           |           |           |  |  |  |        |                             |        |        |        |        |        |        |        |        |
|  | 8            | COP Trenčín                 | 0            | 0            | 0            |              |  |  |  |           |                             |           |           |           |           |           |           |           |           |  |  |  |        |                             |        |        |        |        |        |        |        |        |
|  |              |                             |              |              |              |              |  |  |  | 1         | VK Mirad PU Prešov          | 3         | 3         | 3         | 3         |           |           |           |           |  |  |  |        |                             |        |        |        |        |        |        |        |        |
|  |              |                             |              |              |              |              |  |  |  | 4         | Spartak UJS VKP Komárno     | 0         | 1         | 2         | 0         |           |           |           |           |  |  |  |        |                             |        |        |        |        |        |        |        |        |
|  | 4            | Spartak UJS VKP Komárno     | 2            | 3            | 2            | 3            |  |  |  |           |                             |           |           |           |           |           |           |           |           |  |  |  |        |                             |        |        |        |        |        |        |        |        |
|  | 5            | TJ Spartak Myjava           | 1            | 0            | 3            | 1            |  |  |  |           |                             |           |           |           |           |           |           |           |           |  |  |  |        |                             |        |        |        |        |        |        |        |        |
|  |              |                             |              |              |              |              |  |  |  |           |                             |           |           |           |           |           |           |           |           |  |  |  | 1      | VK Mirad PU Prešov          | 3      | 3      | 3      | 0      | 0      | 0      | 3      | 1      |
|  |              |                             |              |              |              |              |  |  |  |           |                             |           |           |           |           |           |           |           |           |  |  |  | 2      | VK Bystrina SPU Nitra       | 4      | 1      | 2      | 3      | 3      | 3      | 2      | 3      |
|  | 3            | VK KDS Šport Košice         | 2            | 3            | 2            | 3            |  |  |  |           |                             |           |           |           |           |           |           |           |           |  |  |  |        |                             |        |        |        |        |        |        |        |        |
|  | 6            | Agroekofarma Slávia Svidník | 1            | 1            | 3            | 1            |  |  |  |           |                             |           |           |           |           |           |           |           |           |  |  |  |        |                             |        |        |        |        |        |        |        |        |
|  |              |                             |              |              |              |              |  |  |  | 3         | VK KDS Šport Košice         | 0         | 1         | 1         | 1         |           |           |           |           |  |  |  |        |                             |        |        |        |        |        |        |        |        |
|  |              |                             |              |              |              |              |  |  |  | 2         | VK Bystrina SPU Nitra       | 3         | 3         | 3         | 3         |           |           |           |           |  |  |  |        |                             |        |        |        |        |        |        |        |        |
|  | 2            | VK Bystrina SPU Nitra       | 2            | 3            | 3            |              |  |  |  |           |                             |           |           |           |           |           |           |           |           |  |  |  | 4      | Spartak UJS VKP Komárno     | 0      | 1      | 2      | 1      |        |        |        |        |
|  | 7            | VK Prievidza                | 0            | 0            | 0            |              |  |  |  |           |                             |           |           |           |           |           |           |           |           |  |  |  | 3      | VK KDS Šport Košice         | 3      | 3      | 3      | 3      |        |        |        |        |
|  |              |                             |              |              |              |              |  |  |  | 8         | COP Trenčín                 | 0         | 0         | 0         |           |           |           |           |           |  |  |  |        |                             |        |        |        |        |        |        |        |        |
|  |              |                             |              |              |              |              |  |  |  | 5         | TJ Spartak Myjava           | 6         | 3         | 3         |           |           |           |           |           |  |  |  |        |                             |        |        |        |        |        |        |        |        |
|  |              |                             |              |              |              |              |  |  |  |           |                             |           |           |           |           |           |           |           |           |  |  |  | 5      | TJ Spartak Myjava           | 6      | 3      | 3      |        |        |        |        |        |
|  |              |                             |              |              |              |              |  |  |  |           |                             |           |           |           |           |           |           |           |           |  |  |  | 7      | VK Prievidza                | 1      | 0      | 1      |        |        |        |        |        |
|  |              |                             |              |              |              |              |  |  |  | 6         | Agroekofarma Slávia Svidník | 4         | 3         | 1         |           |           |           |           |           |  |  |  |        |                             |        |        |        |        |        |        |        |        |
|  |              |                             |              |              |              |              |  |  |  | 7         | VK Prievidza                | 5         | 2         | 3         |           |           |           |           |           |  |  |  |        |                             |        |        |        |        |        |        |        |        |
|  |              |                             |              |              |              |              |  |  |  |           |                             |           |           |           |           |           |           |           |           |  |  |  | 8      | COP Trenčín                 | 1      | 3      | 1      | 17     |        |        |        |        |
|  |              |                             |              |              |              |              |  |  |  |           |                             |           |           |           |           |           |           |           |           |  |  |  | 6      | Agroekofarma Slávia Svidník | 2      | 0      | 3      | 19     |        |        |        |        |

## Baraże

### Drużyny uczestniczące
| Drużyna               | Pozycja w sezonie       |
| --------------------- | ----------------------- |
| VKM Stará Ľubovňa     | 9. miejsce w Extralidze |
| MVK Lokomotíva Zvolen | 1. miejsce w 1. lidze   |
| VKP Bratislava        | 3. miejsce w 1. lidze   |

### Tabela
| Lp. | Drużyna               | Pkt | Mecze | Mecze | Mecze | Rodzaj wyniku | Rodzaj wyniku | Rodzaj wyniku | Rodzaj wyniku | Rodzaj wyniku | Rodzaj wyniku | Sety | Sety | Sety  | Małe punkty | Małe punkty | Małe punkty |
| Lp. | Drużyna               | Pkt | M     | W     | P     | 3:0           | 3:1           | 3:2           | 2:3           | 1:3           | 0:3           | wyg. | prz. | stos. | zdob.       | str.        | stos.       |
| --- | --------------------- | --- | ----- | ----- | ----- | ------------- | ------------- | ------------- | ------------- | ------------- | ------------- | ---- | ---- | ----- | ----------- | ----------- | ----------- |
| 1   | MVK Lokomotíva Zvolen | 9   | 4     | 3     | 1     | 2             | 0             | 1             | 1             | 0             | 0             | 11   | 5    | 2.2   | 365         | 335         | 1.09        |
| 2   | VKM Stará Ľubovňa     | 7   | 4     | 2     | 2     | 2             | 0             | 0             | 1             | 0             | 1             | 8    | 6    | 1.33  | 316         | 281         | 1.12        |
| 3   | VKP Bratislava        | 2   | 4     | 1     | 3     | 0             | 0             | 1             | 0             | 0             | 3             | 3    | 11   | 0.27  | 267         | 332         | 0.8         |

Źródło: svf-web.azurewebsites.net
Punktacja: 3:0 i 3:1 – 3 pkt; 3:2 – 2 pkt; 2:3 – 1 pkt; 1:3 i 0:3 – 0 pkt
Zasady ustalania kolejności: 1. liczba punktów; 2. stosunek setów; 3. stosunek małych punktów; 4. bilans w bezpośrednich meczach
     utrzymanie się w lub awans do Extraligi
     pozostanie w lub spadek do 1. ligi

## Klasyfikacja końcowa
| Lp. | Drużyna                     |
| --- | --------------------------- |
| 1.  | VK Bystrina SPU Nitra       |
| 2.  | VK Mirad PU Prešov          |
| 3.  | VK KDS Šport Košice         |
| 4.  | Spartak UJS VKP Komárno     |
| 5.  | TJ Spartak Myjava           |
| 6.  | VK Prievidza                |
| 7.  | Agroekofarma Slávia Svidník |
| 8.  | COP Trenčín                 |
| 9.  | VKM Stará Ľubovňa           |

## Wyróżnienia indywidualne[1]
| Najlepszy atakujący                    | Najlepszy środkowy                                                       | Najlepszy rozgrywający            | Najlepszy przyjmujący                                                  | Najlepszy libero                   |
| -------------------------------------- | ------------------------------------------------------------------------ | --------------------------------- | ---------------------------------------------------------------------- | ---------------------------------- |
| Mikołaj Sarnecki (VK KDS Šport Košice) | Marek Ludha (VK Bystrina SPU Nitra) Peter Kašper (VK Bystrina SPU Nitra) | Maroš Sopko (VK KDS Šport Košice) | Martin Sopko (VK MIRAD PU Prešov) Milan Javorčík (VK KDS Šport Košice) | Ľuboš Nemec (VO TJ Spartak Myjava) |